# Gustaf Erik Hedman
Gustaf Erik Hedman, född 1777 i Uleåborg, död 1841, var finländsk målare. Han var bosatt i Jakobstad och gift med Margaretha Elisabeth (Greta Lisa) född Store. 
Hedman studerade vid den kungliga konstakademien i Stockholm. Av hans arbeten har altartavlorna i Esse (1816) och Lillkyro (1819) identifierats. Han målade också möbler.
Sonen Johan Gustav Hedman blev en känd konstnär som inriktade sig på altartavlor.